# Tom Perez

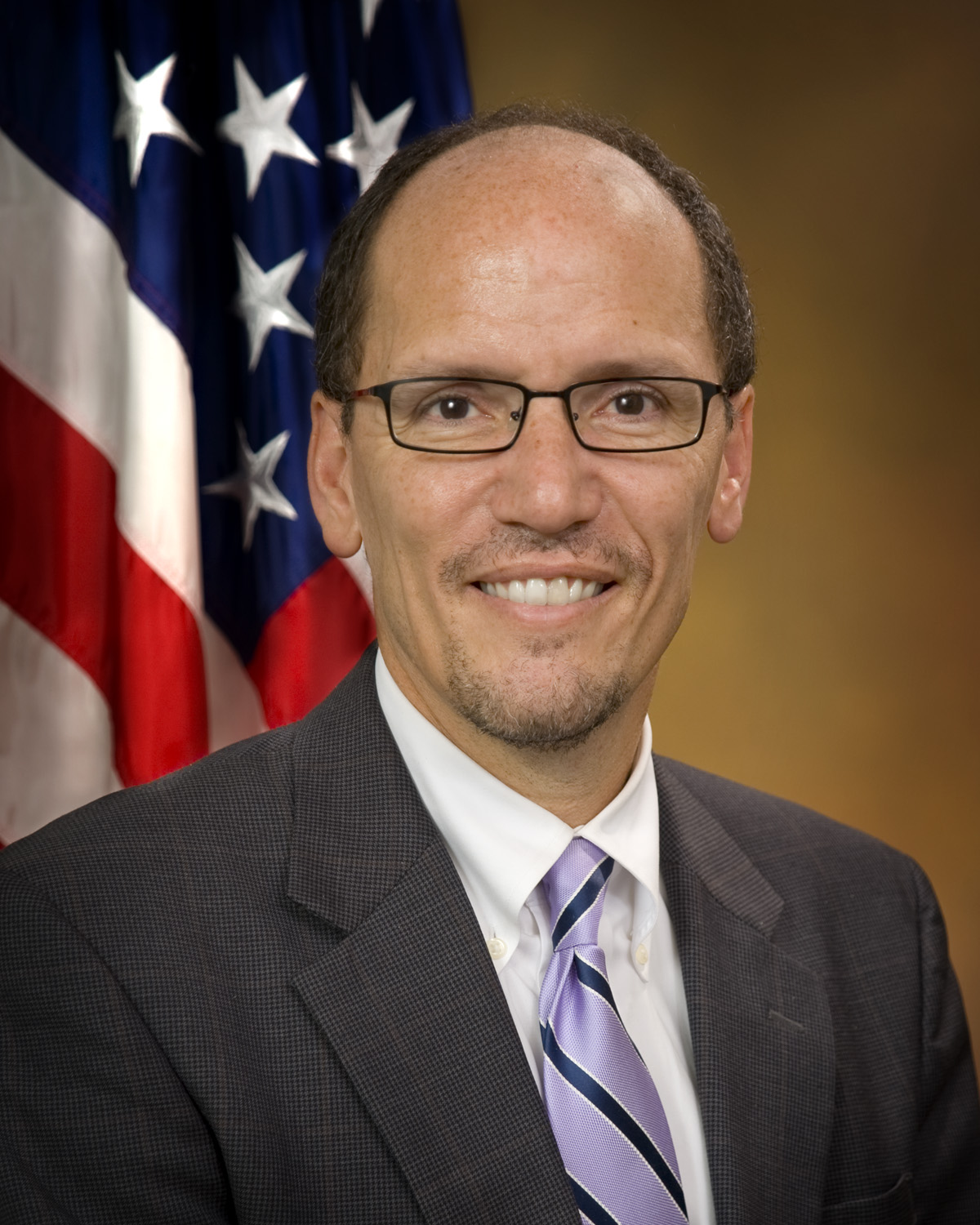
Tom Perez (2009)

Thomas Edward „Tom“ Perez (* 7. Oktober 1961 in Buffalo, New York) ist ein amerikanischer Politiker sowie Verbraucher- und Bürgerrechtsanwalt. Vom 25. Februar 2017 bis zum 21. Januar 2021 war er Vorsitzender des Democratic National Committee, der Organisation der Bundespartei der Demokraten. Perez war zuvor unter Präsident Barack Obama von 2009 bis 2013 Assistant Attorney General der Civil Rights Division des Justizministeriums und von 2013 bis 2017 Arbeitsminister.

## Biografie

### Herkunft, Ausbildung und Familie
Perez ist Sohn von Einwanderern aus der Dominikanischen Republik; zu seinen Vorfahren zählten Anwälte und Politiker, sein Großvater mütterlicherseits, Rafael Brache, war 1930/31 Botschafter des Landes in den Vereinigten Staaten gewesen. Er besuchte in Buffalo die jesuitische Canisius High School, erhielt seinen Bachelorgrad in internationalen Beziehungen und Politikwissenschaft 1983 an der Brown University und schloss seine akademische Ausbildung 1987 an der Harvard Law School mit dem Juris Doctor und einem Master of Public Policy der dortigen John F. Kennedy School of Government ab.
Mit seiner Frau Ann Marie Staudenmaier, einer Anwältin der Washington Legal Clinic for the Homeless, hat Perez drei Kinder.

### Berufliche und politische Laufbahn
Perez hat seine ganze Berufslaufbahn ausschließlich im öffentlichen Dienst verbracht und keinen Wechsel zwischen Politik und Wirtschaft vollzogen. Er begann 1987 als Mitarbeiter (law clerk) der Richterin Zita Weinshienk am United States District Court für Colorado und arbeitete ab 1989 hauptsächlich für das Justizministerium des Bundes, insbesondere in Bürgerrechts- und Arbeitssachen. Von 1995 bis 1998 beriet er den US-Senator Ted Kennedy in Fragen des Straf-, Bürger- und Staatsrechts und arbeitete bis zum Ende der Amtszeit des Kabinetts Clinton im Januar 2001 im Gesundheitsministerium. Anschließend lehrte Perez an der University of Maryland Medizinrecht, gehörte von 2002 bis 2006 dem Council des Montgomery County an und war 2004 Wahlmann für John F. Kerry im Electoral College. 2007 wurde Perez im Bundesstaat Maryland von Gouverneur Martin O’Malley zum Arbeitsminister (Department of Labor, Licensing and Regulation, DLLR) ernannt. Dort arbeitete er, bis er im Oktober 2009 vom US-Senat als Assistant Attorney General bestätigt wurde (als Nachfolger von Wan J. Kim). Er wurde nach einer Anhörung des Rechtsausschusses des US-Senats am 4. Juni 2009 zur Bestätigung durch den gesamten Senat vorgeschlagen, was sich über mehrere Monate verzögerte, da mehrere republikanische Senatoren Vorbehalte äußerten. Er wurde am 6. Oktober 2009 vom Senat bestätigt. Nachdem die bisherige Arbeitsministerin im Kabinett Obama, Hilda Solis, im Januar 2013 ihren Rückzug vom Amt angekündigt hatte, wurde Perez im März 2013 für ihr Amt nominiert. Nach harter Kritik durch die oppositionellen Republikaner wurde Perez für diese Position vom Senat am 18. Juli 2013 bestätigt, als erstes Regierungsmitglied überhaupt, bei dem die Stimmen genau nach Parteizugehörigkeit abgegeben wurden (54 zu 46). Seine Amtszeit endete am 20. Januar 2017 mit der Übergabe der Regierung von Obama ans Kabinett Trump I.

### Vorsitzender des Democratic National Committee
Am 25. Februar 2017 wurde Perez zum neuen Vorsitzenden des Democratic National Committee (DNC) gewählt. In der ersten Abstimmung zum DNC-Vorsitz seit über dreißig Jahren, bei der mehrere Personen antraten, erreichte Perez als Kandidat des Partei-Establishments die Mehrheit im zweiten Wahlgang gegen seinen Opponenten Keith Ellison, der als Favorit der linksgerichteten Progressiven um Senator Bernie Sanders gegolten hatte. Perez löste damit die Interimsvorsitzende Donna Brazile ab, die nach dem Rücktritt von Debbie Wasserman Schultz seit Sommer 2016 die Geschäfte geführt hatte. Wasserman Schultz war nach Bekanntwerden der Benachteiligung Sanders’ in der parteiinternen Vorwahl zur Präsidentschaftswahl des Jahres zurückgetreten. Perez machte den Unterlegenen Ellison daraufhin zu seinem Stellvertreter. Er ist der erste Latino an der Parteispitze der Demokraten.
Nachdem Perez angekündigt hatte, das DNC werde sich aus den Vorwahlen heraushalten und keine parteiinternen Kandidaten bevorzugen, sorgte seine Unterstützungserklärung für Andrew Cuomo, den Gouverneur von New York, im Mai 2018 für Kritik aus dem linken Flügel seiner Partei. Seine Amtszeit endete im Januar 2021 mit der Wahl seines Nachfolgers Jaime Harrison.

### Weitere politische Aktivitäten
Kurz nach dem Ende seiner Amtszeit als DNC-Vorsitzender wurde bekannt, dass Perez überlege im Jahr 2022 für das Amt des Gouverneurs im Bundesstaat Maryland zu kandidieren. In den Vorwahlen im Juli 2022 unterlag er jedoch seinem Gegenkandidaten Wes Moore.